# Short track na Zimowych Igrzyskach Olimpijskich 2010 – bieg sztafetowy na 5000 m mężczyzn
Bieg Sztafetowy na 5000m Mężczyzn odbył się 17 (kwalifikacje) i 26 lutego (finały) w hali Pacific Coliseum. Mistrzostwa olimpijskiego broniła drużyna Korei Południowej. 

## Wyniki

### Półfinał
| Pozycja | Półfinał | Kraj | Zawodnicy                                                               | Czas       | Uwagi |
| ------- | -------- | ---- | ----------------------------------------------------------------------- | ---------- | ----- |
| 1       | 1        | KOR  | Kim Seoung-il Kwak Yoon-gy Lee Ho-suk Sung Si-bak                       | 6:43.845   | QA    |
| 2       | 1        | USA  | J.R. Celski Simon Cho Travis Jayner Apolo Anton Ohno                    | 6:46.369   | QA    |
| 3       | 1        | FRA  | Maxime Chataignier Thibaut Fauconnet Benjamin Mace Jean Charles Mattei  | 6:51.071   | ADV   |
| 4 !     | 1        | ITA  | Nicolas Bean Yuri Confortola Claudio Rinaldi Nicola Rodigari            | 9:99.999 ! | DSQ   |
| 1       | 2        | CHN  | Han Jialiang Liu Xianwei Ma Yunfeng Song Weilong                        | 6:43.601   | QA    |
| 2       | 2        | CAN  | Guillaume Bastille Charles Hamelin Olivier Jean François-Louis Tremblay | 6:43.610   | QA    |
| 3       | 2        | GER  | Paul Herrmann Tyson Heung Sebastian Praus Robert Seifert                | 6:47.289   | QB    |
| 4       | 2        | GBR  | Anthony Douglas Jon Eley Tom Iveson Jack Whelbourne                     | 6:50.618   | QB    |

### Finały

#### Finał A
| Pozycja | Kraj | Zawodnicy                                                              | Czas     | Uwagi |
| ------- | ---- | ---------------------------------------------------------------------- | -------- | ----- |
|         | CAN  | Charles Hamelin François Hamelin Olivier Jean François-Louis Tremblay  | 6:44.224 |       |
|         | KOR  | Kwak Yoon-gy Lee Ho-suk Lee Jung-su Sung Si-bak                        | 6:44.446 |       |
|         | USA  | J.R. Celski Travis Jayner Jordan Malone Apolo Anton Ohno               | 6:44.498 |       |
| 4.      | CHN  | Han Jialiang Liu Xianwei Ma Yunfeng Song Weilong                       | 6:44.630 |       |
| 5.      | FRA  | Maxime Chataignier Thibaut Fauconnet Benjamin Mace Jean Charles Mattei | 6:51.566 |       |

#### Finał  B
| Pozycja | Kraj | Zawodnicy                                                | Czas     | Uwagi |
| ------- | ---- | -------------------------------------------------------- | -------- | ----- |
| 6.      | GBR  | Anthony Douglas Jon Eley Jack Whelbourne Paul Worth      | 6:50.045 |       |
| 7.      | GER  | Paul Herrmann Tyson Heung Sebastian Praus Robert Seifert | 6:50.119 |       |